# Ranch Gilliland
 (octobre 2018).
Le ranch Gilliland aussi connu sous le nom de ranch ECETI Gilliland ou sanctuaire Sattva, est une zone située à Trout Lake (lac Truite), au pied du Mont Adams dans l'État de Washington. 
La propriété appartient à James Gilliland, qui a créé le Enlightened Contact with ExtraTerrestrial Intelligence (ECETI) ainsi que le Self-Mastery Earth Institute en 1986. Il accueille des observateurs d'objets volants non identifiés (OVNI) depuis 2003. James Gilliland reporte de fréquentes observations d'OVNI et des « spectacles lumineux inexpliqués » à cet endroit,.